# Michaela Luckner
Michaela Luckner (* 1963 in Augsburg als Michaela Schlosser) ist eine ehemalige deutsche Volleyballspielerin.

## Karriere
Michaela Schlosser spielte in ihrer Jugend bei der TG Viktoria Augsburg und gehörte 1985 zur Erfolgsmannschaft, die unter Trainer Peter Götz Deutscher Pokalsieger, Deutscher Meister und CEV-Pokalsieger wurde. Später spielte Michaela Luckner bei den Bundesligisten Türk Gücü München, Bayern Lohhof und VC Straubing. Die Universalspielerin spielte auch vielfach in der deutschen Nationalmannschaft und gewann 1991 mit dem ersten gemeinsamen Team nach der Wende die Bronzemedaille bei der Europameisterschaft in Italien. Seit 1996 spielte Michaela Luckner auch Beachvolleyball auf nationalen Turnieren und wurde A-Lizenz-Trainerin. Heute arbeitet sie als Diplom-Sportlehrerin beim ASV Dachau und beim Bayerischen Volleyball-Verband als Honorartrainerin im Bereich Beach.